# Gracias por nada
«Gracias por nada» es una canción grabada por la banda mexicana de indie rock Little Jesus, seleccionada como el cuarto y último sencillo de su tercer álbum de estudio Disco de oro. Hizo su estreno en las estaciones de radio el 31 de octubre de 2019.
Fue escrita por el vocalista del grupo, Santiago Casillas quien también se encargó de producirla. Alcanzó más de 8 millones de reproducciones en Spotifyy se posicionó en el número 37 en las listas de la radio del Top 100 Alternative Songs en México.

## Video musical
Un vídeo musical oficial fue lanzado para «Gracias por nada», publicado el 31 de octubre de 2019 en la plataforma digital YouTube. Fue dirigido por Santiago Casillas y producido por Sony Music México. Ha recibido más de 2 millón de reproducciones desde su publicación.

## Lista de canciones

### Descarga digital
| Gracias por nada — Sencillo |                    |          |  |
| N.º                         | Título             | Duración |  |
| 1.                          | «Gracias por nada» | 4:26     |  |

## Listas

### Semanales
| País   | Lista                             | Mejor posición | Ref.  |
| ------ | --------------------------------- | -------------- | ----- |
| México | Top 100 Alternative Songs (Radio) | 37             | [ 3 ] |